# Las Vegas
Las Vegas je největší město státu Nevada ve Spojených státech amerických. Je sídelním střediskem okresu Clark County. Rozkládá se na ploše 352 km² a žije zde přibližně 642 tisíc obyvatel. Město je centrem Metropolitní oblasti Las Vegas, ve které se nacházejí také města North Las Vegas a Henderson a další sídla. Celá tato oblast čítá přes 2,1 milionu obyvatel a patří mezi nejvíce se rozvíjející oblasti USA.
Celá oblast Las Vegas je především známá svým nočním životem a pořádáním svateb. Jejím srdcem, ovšem již mimo hranice vlastního města, je ulice Las Vegas Boulevard, respektive jeho část Las Vegas Strip dlouhá 6,8 km. V této části se nachází většina hotelových komplexů, které jsou zároveň i obřími kasiny. Je zde 18 z 25 největších hotelů na světě.

## Historie
Oblast dnešního města Las Vegas byla osídlena nejméně před 10 000 lety, a to díky podzemním vodám, které napájejí místní zelené louky uprostřed okolní Mohavské pouště. Ve 2. tisíciletí př. n. l. se zde usídlil kmen Paiutů a kolem roku 500 př. n. l. se zde objevili Anasaziové, kteří zde rozvíjeli zemědělství a stavěli si obydlí, tzv. puebla. Zhruba kolem roku 1000 n. l. se Anasaziové přesunuli dále na jih. Ve 20. letech 19. století tuto oblast objevili Španělé a vybudovali zde pevnost pro ochranu tzv. Španělské stezky, která vedla ze Santa Fe do Los Angeles. V roce 1829 tudy projížděl mexický průzkumník Raphael Rivera a nazval tuto oblast Las Vegas (ve španělštině „louky“). V roce 1848 prohrálo Mexiko válku s USA a oblast Las Vegas se stala součástí teritoria Nové Mexiko. V té době se v celé oblasti začali usazovat mormoni a vznikaly tu malé osady, které se rychle rozvíjely díky těžebnímu průmyslu.
Od 18. ledna 1867 je území dnešního Las Vegas součástí Nevady. Postupně sem pronikala i železnice. Ta byla dokončena na jaře roku 1905 a spojovala Los Angeles a Salt Lake City. Dne 15. května 1905 byla nedaleko pevnosti Fort Baker založena osada pod názvem Las Vegas. V roce 1906 je otevřen první hotel pod názvem Hotel Nevada (v současnosti pod názvem Golden Gate), což bylo základem pro pozdější Fremont Street. V roce 1911 získala osada vlastní samosprávu a status města. Impulsem pro rozvoj města byla plánovaná výstavba nedaleké Hooverovy přehrady, zvláště pak jako místo odpočinku pro její stavitele. V roce 1931 došlo v Nevadě k legalizaci hazardních her a tím započala stavba kasin a hotelů. Po slavnostním otevření Hooverovy přehrady v roce 1936 se počet obyvatel začal rozrůstat, stejně jako vzrůstal cestovní ruch. Do této doby drželo prvenství nevadské město Reno. Obrat nastal ve 40. letech, kdy se vlastníky kasin a hotelů staly skupiny organizovaného zločinu, které město ovládly po následujících několik desetiletí. Velkou zásluhu na tom měl Benjamin Siegel, který zde 26. prosince 1946 otevřel hotel a kasino pod názvem Flamingo (podle jména jeho přítelkyně). Flamingo bylo otevřeno na ulici Las Vegas Strip, na které se později začaly stavět další kasina a hotely a v dnešní době zastiňují původně vůdčí Fremont Street.

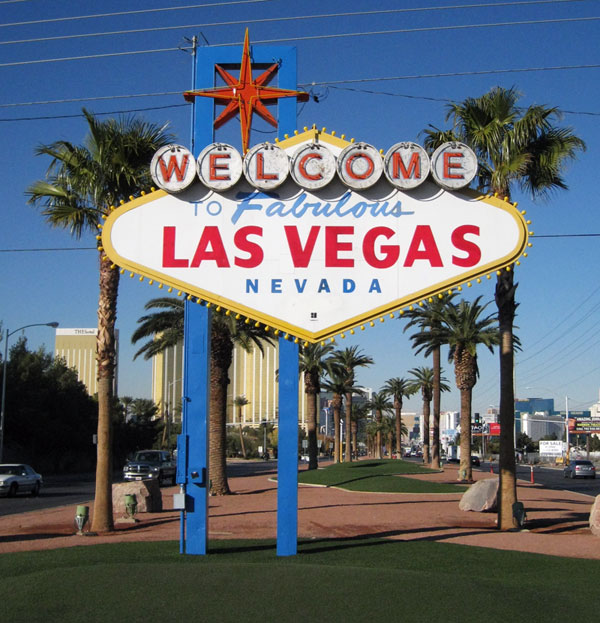
„Welcome to Fabulous Las Vegas“
(nápis při vjezdu na Strip)

Dne 1. října 2017 došlo v Paradise u Las Vegas k jednomu z největších masakrů v dějinách USA. 64letý Stephen Paddock střílel z okna svého pokoje ve 32. patře hotelu Mandalay Bay Resort and Casino z automatických zbraní na účastníky country koncertu. Zabil nejméně 58 lidí a dalších 515 lidí zranil.

## Demografie
Podle sčítání lidu z roku 2010 zde žilo 583 756 obyvatel.

### Rasové složení
- 62,1 % bílí Američané
- 11,1 % Afroameričané
- 6,1 % asijští Američané
- 0,7 % američtí indiáni
- 0,6 % pacifičtí ostrované
- 14,5 % jiná rasa
- 4,9 % dvě nebo více ras

Obyvatelé hispánského nebo latinskoamerického původu, bez ohledu na rasu, tvořili 31,5 % populace.

## Doprava
Neobvyklým dopravním prostředkem je monorail, který slouží pro přepravu mezi sedmi hotely po celé délce Stripu. Dopravu do jiných částí města zabezpečuje místní autobusová doprava. Také je k dispozici taxi, které je ovšem k přepravě na Stripu nevhodné kvůli neustálým zácpám a frontám.

## Sport
- NFL: Las Vegas Raiders (od roku 2020, původně Oakland Raiders)
- NHL: Vegas Golden Knights (od 2017/18)

## Rodáci
- Jack Kramer (1921–2009), tenista
- Andre Agassi (* 1970), tenista
- Charisma Carpenter (* 1970), herečka
- James Root (* 1971), kytarista
- Thomas Ian Nicholas (* 1980), herec a zpěvák
- Ryan Ross (* 1986), kytarista
- Dan Reynolds (* 1987), zpěvák

## Partnerská města
- Angeles City, Filipíny
- Ansan, Jižní Korea
- Chu-lu-tao, Čína
- Pamukkale, Turecko
- Pernik, Bulharsko
- Phuket, Thajsko